# Toomba-Vulkan
Der Toomba-Vulkan (engl.: Toomba oder Toomba Volcano genannt) ist einer der jüngsten Vulkane der geologischen Nulla Volcanic Province, der am Rand der Great Dividing Range bei Charters Towers liegt, etwa 150 km westlich von Townsville in Queensland in Australien. Dieser Vulkan förderte große Massen von Lava und schuf vor 13.000 Jahren einen Lava-Fluss in einer Länge von 120 Kilometern. 

## Vulkan
In der Nulla Volcanic Provinz befinden sich 46 Vulkanzentren, die während der letzten 5,2 Millionen Jahre aktiv waren. 
Der Toomba, ein flacher Schildvulkan, war in der Zeit von vor 13.000 bis 100.000 Jahren aktiv.

## Toomba-Lavafluss
Die Toomba-Lava, auch Toomba-Basalt genannt, floss aus diesem Vulkan vor 13.000 Jahren aus. Der Lavafluss erstreckte sich 120 Kilometer weit und bildete einen der längsten Lavaflüsse der Erde aus.
Vor 13.000 Jahren floss Lava anfänglich in drei parallelen Flüssen in einer Länge von sechs Kilometern ins Gebiet des Lolworth Creek. Die erstarrte Lava erreichte dort eine Mächtigkeit von sieben Metern und eine Breite von 35 bis 300 Metern. Im weiteren Verlauf vereinte sich die Lava zu einem Fluss, der durchschnittlich 18 Meter mächtig und 500 Meter breit war. Die Lava erreichte im Einzelfall eine Breite von acht Kilometern und erstarrte auf dem Niveau der Geländeebene mit Randschrägen vom 45° bis 90°. Im Inneren der Lavamassen entstanden Lavaröhren durch den so genannten candlewax-effect. Anschließend folgte der Lavafluss dem alten Flussbett des Burdekin River in nordöstlicher Richtung, veränderte die ursprüngliche Landschaft und ermöglichte dadurch die Entwicklung von extensiven und komplexen Regenwäldern.
Dass Lava derart weit fließt und Röhren bildet, hängt mit dem Geländeprofil zusammen und von ihrer chemischen Zusammensetzung ab.